# Kelekótya karácsony
A Kelekótya karácsony (Christmas With The Kranks) 2004-es karácsonyi filmvígjáték, Joe Roth rendezésében, Tim Allen és Jamie Lee Curtis főszereplésével. A forgatókönyvet John Grisham 2001-es Elmaradt karácsony című regénye alapján Chris Columbus írta.

## Cselekmény
|  | Alább a cselekmény részletei következnek! |

A Krank szülők, Luther és Nora – miután lányuk, Blair kirepült a családi fészekből – elhatározzák, hogy a karácsony megünneplése helyett trópusi utazást tesznek. Ezzel azonban magukra haragítják hagyománytisztelő szomszédaikat, akik szabályos hadműveletbe kezdenek, hogy a házaspárt rákényszerítsék az ünneplésre. A helyzetet súlyosbítja, hogy lányuk, Blair hazatelefonál és bejelenti; karácsonykor meglátogatja szüleit, méghozzá újdonsült vőlegényével, akivel már úton vannak.
Nora meglepődöttségében nem árulja el lányának, hogy nem terveztek karácsonyozást és lázas készülődésbe kezd, hogy megszervezze a családi ünneplést. A szomszédok segítenek a bajba jutott házaspárnak; sikerül karácsonyfát és ételt szerezniük, így amikor Blair vőlegényével együtt megérkezik, közösen megünnepelhetik a karácsonyt. Végül a Krank házaspár belátja, hogy a karácsony elhalasztása rossz ötlet volt.
|  | Itt a vége a cselekmény részletezésének! |

## Szereplők
| Szerep                 | Színész           | Magyar hang     |
| ---------------------- | ----------------- | --------------- |
| Luther Krank           | Tim Allen         | Szakácsi Sándor |
| Nora Krank             | Jamie Lee Curtis  | Kovács Nóra     |
| Vic Frohmeyer          | Dan Aykroyd       | Kerekes József  |
| Walt Scheel            | M. Emmet Walsh    | Hollósi Frigyes |
| Bev Scheel             | Elizabeth Franz   | Gyimesi Pálma   |
| Spike Frohmeyer        | Erik Per Sullivan | Jelinek Márk    |
| Salino rendőr          | Cheech Marin      | Varga Tamás     |
| Treen rendőr           | Jake Busey        |                 |
| Umbrella Santa / Marty | Austin Pendleton  |                 |
| Zabriskie atya         | Tom Poston        |                 |
| Blair Krank            | Julie Gonzalo     |                 |
| Enrique DeCardenal     | Rene Lavan        |                 |
| Candi                  | Caroline Rhea     |                 |
| Merry                  | Felicity Huffman  |                 |
| Aubie                  | Patrick Breen     |                 |

## Filmzene
1. The Raveonettes – "The Christmas Song"
2. "Typewriter"
3. Toots & The Maytals – "Sweet and Dandy" (1968)
4. "The Twelve Days of Christmas"
5. The Chesterfield Kings – "Hey Santa Claus"
6. Brenda Lee – "Jingle Bell Rock" (1957)
7. "Symphony No. 5 in C Minor" (1809)
8. Billy May és zenekara – "Rudolph the Red-Nosed Reindeer" (1949)
9. "Deck the Halls"
10. Eddie Dunstedter – "I Saw Mommy Kissing Santa Claus" (1952)
11. "Good King Wenceslas"
12. Dean Martin – "White Christmas" (1940)
13. "Jingle Bells" (1857)
14. "Frosty the Snowman" (1950)
15. Bob Seger és The Last Heard – "Sock It to Me Santa" (1966)
16. Davie Allan & The Arrows with Steve Van Zandt – "Feliz Navidad"
17. The Brian Setzer Orchestra – "The Nutcracker Suite"
18. "God Rest Ye Merry, Gentlemen"
19. The Charms – "Frosty the Snowman" (1950)
20. Elvis Presley – "Blue Christmas" (1948)
21. Duplex – "White Christmas" (1940)
22. Ella Fitzgerald – "The Christmas Song" (1946)
23. Ramones – "Merry Christmas (I Don't Wanna Fight Tonight)" (1989)
24. Tina Sugandh – "White Christmas" (1940)
25. Darlene Love – "Christmas (Baby Please Come Home)" (1963)
26. The Butties – "Joy to thw World" (1719)
27. "Navidad"
28. "C'mon Everybody" (1958)
29. "Blue Christmas" (1948)
30. "O Tannenbaum"
31. Jean Beauvoir – "Merry Christmas (To All of the World)"

## Díjak, jelölések
| Év   | Díj                | Kategória                                         | Jelölt    | Eredmény |
| ---- | ------------------ | ------------------------------------------------- | --------- | -------- |
| 2005 | Blimp Award        | Kedvenc filmszínész                               | Tim Allen | Jelölve  |
| 2005 | Young Artist Award | Legjobb családi játékfilm – vígjáték vagy musical |           | Elnyerte |